# Carl Ferdinand Langhans
Carl Ferdinand Langhans, né le 14 janvier 1782 à Breslau (actuelle Wrocław) et mort le 22 novembre 1869 à Berlin, est un architecte prussien.

## Biographie

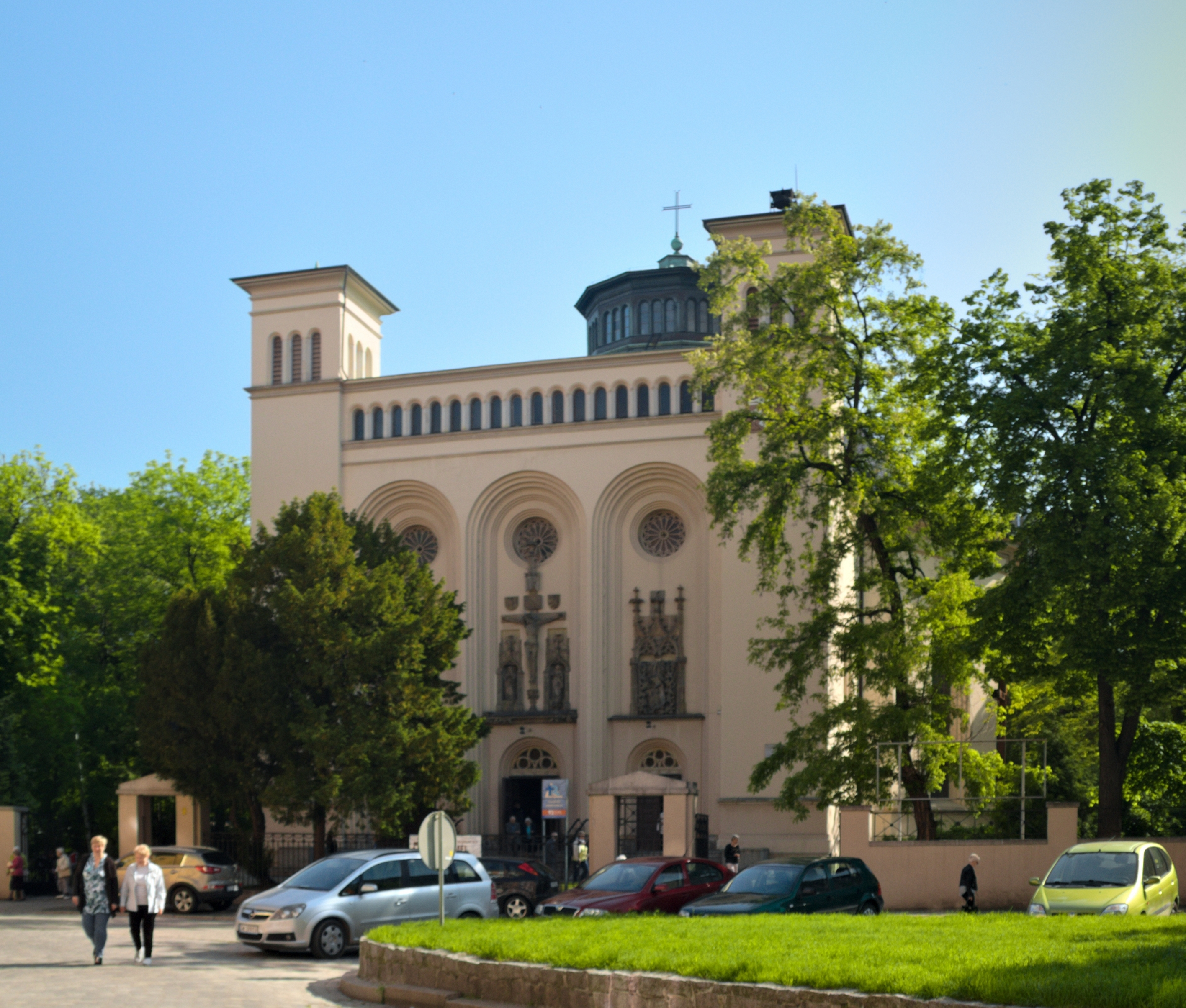
Église Saint-Joseph-de-la-Garde de Wrocław

Fils de l'architecte Carl Gotthard Langhans, il est surtout connu comme un bâtisseur de théâtres, comme le bâtiment central de l'opéra et du théâtre de Breslau dans un style classique et historique. Il est également l'architecte de l'hôtel d'Alt-Treptow vers 1825, du Vieux Palais de Berlin, bâti de 1834 à 1837 (partie de l'université Humboldt aujourd'hui) et de l'opéra de Leipzig (Neues Theater (de)), détruit par les bombes alliées en 1945, ainsi que de l'opéra Kroll de Berlin, démoli aujourd'hui. L'opéra Unter den Linden à Berlin, reconstruit par lui en 1843-1844, est considéré comme l'une de ses œuvres les plus importantes. 
À Breslau, il construit dans les années 1821-1823 l'église Sainte-Ursule-et-des-Onze-Mille-Vierges, devenue en 1946 l'église Saint-Joseph-de-la-Garde, la chapelle de la Divine Mère, rue Lipska, en 1822-1824, ainsi que la synagogue Sous-le-Cygne-blanc en 1827-1829.
Une rue de Leipzig porte son nom.